# اپراتور سامانه
اپراتور سامانه، ارائه دهندهٔ سامانه (به انگلیسی: Sysop) مدیر یک سامانه رایانه‌ای چند کاربری، مانند یک بی‌بی‌اس یا ارائه دهندهٔ خدمات اینترنتی است. همچنین ممکن است برای اشاره به مدیران دیگر خدمات شبکه‌های مبتنی بر اینترنت مورد استفاده قرار گیرد.
اپراتور سامانه‌های شرکتی کاربران هستند که دسترسی‌های مدیریتی خاصی در بی‌بی‌اس به آنها اعطا می‌شود. به‌طور کلی، آنها به اعتبار کاربران و نظارت بر بحث و تبادل نظر کمک می‌کنند.
از لحاظ تاریخی، اپراتور مدت سامانه به اپراتور در هر سامانه رایانه‌ای، به ویژه یک رایانه بزرگ گفته می‌شود. به‌طور کلی، اپراتور سامانه یک فردی است که مسئول نظارت بر بهره‌برداری از یک سرور، به‌طور معمول در یک سامانه رایانه‌ای بزرگ است.